# Староильдеряковское сельское поселение
Староильдеряковское се́льское поселе́ние — муниципальное образование в Аксубаевском районе Татарстана Российской Федерации.
Административный центр — село Старое Ильдеряково.

## История
Статус и границы сельского поселения установлены Законом Республики Татарстан от 31 января 2005 года № 24-ЗРТ «Об установлении границ территорий и статусе муниципального образования "Аксубаевский муниципальный район" и муниципальных образований в его составе»

## Население
| 2010  | 2011  | 2012  | 2013  | 2014  | 2015  | 2016  |
| ----- | ----- | ----- | ----- | ----- | ----- | ----- |
| 1510  | ↘1504 | ↘1462 | ↘1427 | ↘1404 | ↘1371 | ↘1338 |
| 2017  | 2018  | 2019  | 2020  |       |       |       |
| ↘1304 | ↘1253 | ↘1233 | ↘1202 |       |       |       |

## Состав сельского поселения
| № | Населённый пункт     | Тип населённого пункта       | Население |
| - | -------------------- | ---------------------------- | --------- |
| 1 | Иляшкино             | деревня                      |           |
| 2 | Калиновка            | деревня                      |           |
| 3 | Новое Ильдеряково    | село                         |           |
| 4 | Старое Ильдеряково   | село, административный центр |           |
| 5 | Тарханка             | деревня                      |           |
| 6 | Уткино               | деревня                      |           |
| 7 | Чувашское Енорускино | село                         |           |